# Brandenburgische Boden Gesellschaft für Grundstücksverwaltung und -verwertung
Die Brandenburgische Boden Gesellschaft für Grundstücksverwaltung und -verwertung mbH (Brandenburgische Boden, BBG) ist eine privatisierte Gesellschaft des Bundeslandes Brandenburg.

## Geschichte
Die Gesellschaft wurde im Juni 1994 gegründet und hat ihren Sitz in Zossen. Der erste Geschäftsführer war Joachim Klinke. Geschäftsfelder sind vor allem die treuhänderische Verwaltung, Entwicklung und Vermarktung von Grundstücken und Immobilien, sowie Altlastenmanagement, Bereitstellung von Flächen für Ausgleichs- und Ersatzmaßnahmen nach § 8 Bundesnaturschutzgesetz und §§ 9, 10 Bundeswaldgesetz („Ökopool“), Projektmanagement für Erneuerbare Energien, Management ungeklärter Eigentumsverhältnisse, Realisierung von rückständigem Grunderwerb, Führung eines Jagdkatasters für Jagdgenossenschaften und vieles mehr.
Am 18. Mai 1994 verabschiedete der Brandenburgische Landtag das Gesetz über die Verwertung der Liegenschaften der Westgruppe der Truppen (WGT). Nach Inkrafttreten des Gesetzes wurden die WGT-Liegenschaften dem Sondervermögen „Grundstücksfond Brandenburg“ zugeführt. Ab Juni 1994 übernahm die BBG die Verwaltung, Entwicklung und Verwertung der rd. 100.000 Hektar WGT-Liegenschaften.
Seit Juli 1997 betreute sie etwa 30.000 Flurstücke der Bodenreform mit ca. 14.000 zu verwaltenden Akten. 1998 wurde die BBG als Liquidator der Brandenburgischen Landgesellschaft eingesetzt. Sie hat über 80.000 Hektar Flächen verkauft und über 1.300 Grundstückskaufverträge gemanagt. Rund 250 Hektar Fläche wurden unter ihrer Regie entsiegelt und renaturiert, mehr als 310.000 Tonnen Abfälle entsorgt, über 200.000 Tonnen belasteter Boden saniert. Mehr als 2,3 Millionen Liter Kerosin und 15 Tonnen Lösungsmittel wurden hierbei dem Boden bzw. dem Grundwasser entnommen und der Entsorgung zugeführt.
Die BBG hat in Kooperation mit Kommunen über 30 Liegenschaften entwickelt, mehrere Forschungsprojekte zu deren Sanierung entworfen und durchgeführt sowie sich an EU-Projekten zur Unterstützung der Konversion in Russland und im Ostseeraum beteiligt.
Im November 2006 wurden nach einer europaweiten Ausschreibung die Geschäftsanteile des Landes für 3,9 Millionen Euro an die TVF Thyssen-VEAG Flächenrecycling GmbH veräußert (die TVF ist ein 1994 als Joint-Venture von ThyssenKrupp Industrieservice GmbH und der VEAG  – heute Vattenfall Europe AG – gegründetes Unternehmen; seit August 2006 ist die TVF im Zuge eines Management-Buy-Out unter Führung von Frank Marczinek eine Tochtergesellschaft der fm Beteiligungsgesellschaft mbH). Die Geschäftsbesorgung für das Land Brandenburg wird bis Ende 2009 weitergeführt.
Die Brandenburgische Boden Gesellschaft (BBG) wurde zum Jahreswechsel 2010/11 über eine Holding an das Kölner Recycling-Unternehmen Interseroh verkauft, das zur Alba Group gehört, berichtete das Magazin europaticker unter Berufung auf Interseroh Sprecher Alexander James Wood. Die Berliner „Alba“-Brüder Axel und Eric Schweitzer halten 75 Prozent der Interseroh-Aktien, Axel Schweitzer ist Vorstandschef bei der Interseroh. Ihnen gehört damit faktisch seit Jahresbeginn die wegen ihrer Verkaufspraktiken bei Landeseigentum ins Visier der Staatsanwaltschaft geratene BBG. Zu welchem Preis die frühere Landesfirma vier Jahre nach der Privatisierung weiter veräußert wurde, ist bislang nicht bekannt. „Unser Interesse galt der TVF Altwert, einem in Europa führenden Unternehmen für Spezialabbruchleistungen. Mit der TVF Altwert haben wir unser Leistungsspektrum als führender Anbieter im Bereich Umweltdienstleistungen und Rohstoffhandel weiter ausgebaut“, erläutert Wood den Kauf.